# Medetera roghii
Medetera roghii är en tvåvingeart som beskrevs av Rampini och Canzoneri 1979. Medetera roghii ingår i släktet Medetera och familjen styltflugor. Inga underarter finns listade i Catalogue of Life.